# Drasteria cailino
Drasteria cailino is een vlinder uit de familie van de spinneruilen (Erebidae). De wetenschappelijke naam van de soort is voor het eerst geldig gepubliceerd in 1827 door Lefebvre.
Deze nachtvlinder komt voor in Europa.

## Synoniemen
- Heliotis cailino Lefèbvre, 1827
- Leucanitis caylino Lederer, 1857
- Leucanitis cailino obscura Staudinger, 1901
- Leucanitis cailino f. baigakumensis John, 1917
- Aleucanitis cailino

## Ondersoorten
- Drasteria cailino cailino
- Drasteria cailino medialba Wiltshire, 1961
- Drasteria cailino tropicalis Hacker, 1999 (Saoedi-Arabië, Jemen)
- Drasteria cailino orientalis Hacker, 1996 (Pakistan)